# Benguet
Benguet là một tỉnh không giáp biển của Philippines thuộc Vùng Hành chính Cordillera ở Luzon. Tỉnh lỵ là La Trinidad. Theo chiều kim đồng hồ từ phía bắc. tỉnh lần lượt giáp với: Mountain Province, Ifugao, Nueva Vizcaya, Pangasinan, La Union, Ilocos Sur.
Thành phố Baguio, một điểm du lịch nổi tiếng, nằm sâu trong tỉnh, tuy nhiên thành phố độc lập về mặt hành chính với tỉnh

## Lịch sử
Benguet là nơi cư trú của một vài bộ tộc. Nói chung được coi là người Igorot. Hai nhóm trong đó, bộ tộc Ibaloi ở phía đông nam và bộ tộc Kankana-ey ở phía tây bắc là những bộ tộc chủ yếu ở Benguet. Nhiều bộ tộc ở đây được các nhà nhân chủng học Philippines coi là có nguồn gốc Mã Lai. Trước khi người Tây Ban Nha đến, những bộ tộc này có những trao đổi buôn bán khá nhộn nhịp với những sắc dân vùng thấp như người Ilokano và người Pangaisinan
Khi người Tây Ban Nha đến, họ cố gắng thuộc địa hóa các khu vực vùng núi, họ cũng nghe được tin có các mỏ vàng lớn ở những vùng cao. Năm 1572, Juan de Salcedo đã chỉ đạo một đội viễn chinh nhỏ đến phía nam Benguet nhưng người bản địa đã bắt họ phải rút lui. Đoàn viễn chinh lớn đầu tiên đến năm 1620, khi những nhà thám hiểm Tây Ban Nha đi theo Thung lũng La Trinidad và trong một thời gian ngắn đã kiểm soát được một số mỏ vàng của người Igorot, nhưng sau đó vài năm các mỏ này đã bị bỏ hoang. Vào những năm 1800, thực dân Tây Ban Nha đã coi trọng thêm cố gắng chinh phục khu vực vùng núi cao. Cuộc viễn chinh đầu tiên được hoàn thành dưới sự chỉ huy của đại tá Guillermo Galvey và tiếp theo đó đã thiết lập sự hiện diện tại Thung lũng La Trinidad, cái tên được ông đặt theo tên vợ của mình.
Khu vực nay sau đó trở thành một tỉnh mới La Union vào năm 1846. 8 năm sau, năm 1854, Benguet trở thành một comandancia politico-militar' riêng biệt. Các phần khác của tỉnh hiện nay được thành lập như là một lãnh thổ hợp thành của comandancias khác như Lepanto và Amburayan
Trong giai đoạn người Mỹ kiểm soát Philippines, họ thành lập các chính quyền dân sự địa phương ở nhiều phần của đất nước. Ở Benguet, chính quyền dân sự được thành lập ngày 23 tháng 11, 1900 với một nhà báo người Canada được cử làm thống đốc đầu tiên của Benguet
Người Mỹ sau đó thành lập Mountain Province vào ngày 18 tháng 8, 1908. Benguyet cùng với Amburayan, Apayao, Bontoc, Ifugao và Lepanto trở thành các đơn vị hành chính của tỉnh mới này. Sau đó, Thành phố Baguio trở thành một thành phố riêng biệt. Sau đó năm 1920, Benguet nhập với Amburayan và Lepanto.
Vào thập niên 1930, các công ty khai mỏ bắt đầu khai thác vàng trong khu vực. Điều này đã mang đến ngiều việc làm và đã có nhiều người từ các vùng thấp di cư lên Benguet, đặc biệt là các thị trấn xung quanh mỏ như Itogon
Trong Thế chiến II, các du kích Igorot và các lực lượng Hoa Kỳ và Philippines đã chiến đấu chống lại quân đội Nhật Bản cho đến khi kết thúc cuộc chiến vào năm 1945
Vào ngày 18 tháng 6, 1966, Mountain Province chia tách thành 4 tỉnh là Benguet, Mountain Province, Kalinga-Apayao và Ifugao. Benguet trở thành một tỉnh thuộc vùng Ilocos. Ngày 15 tháng 7, 1987, Vùng Hành chính Cordillera được thành lập và Benguet gia nhập khu vực này.

## Nhân khẩu
Theo thống kê năm 2000, Benguet có tổng dân số là 330.129 người, tỉnh đông dân nhất trong vùng. Con số này tăng 16.296 so với thống kê năm 1995. Như vậy dân số tăng trung bình 1,09%/năm, thấp hơn rất nhiều so với mức tăng 2,43% của cả nước. Nếu mức tăng này vẫn được giữ nguyên, Benguet sẽ chỉ có dân số gấp đôi sau khoảng 64 năm nữa
Toàn tỉnh có 63.123 hộ, trung bình là 5,2 người/hộ, thấp hơn một chút so với trung bình toàn quốc là 4,99
Trong thống kê năm 2000, 43% là người Kankana-ey, 29,2% là người Ibaloivà 13,4% là người Ilokano. Các sắc dân khác có người Ikalahan (3,7%), người Tagalog (2,4%)

## Ngôn ngữ
Hầu hết các bộ tộc ở Benguet sử dụng ngôn ngữ của họ. Bộ tộc Ibaloi nói tiếng Ibaloi, một thứ tiếng giống như tiếng Pangasinan. Ngôn ngữ của bộ tộc Kankana-ey có liên hệ với tiếng Bontoc. Nhiều người cũng nói tiếng Ilokano, tiếng Tagalog, tiếng Anh trong giao dịch và buôn bán.

## Kinh tế
Nông nghiệp, khai mỏ và du lịch là các ngành kinh tế chính ở Benguet. Với thời tiết ôn hòa và địa hình cao, Benguet là một nơi lý tưởng cho sản xuất rau.Benguet thương được gọi là Cái bát Salad của Philippines. Vào 02/2007, tỉnh đã phải chịu thiệt hại nặng do thời tiết lạnh giá, nhiệt độ đã xuống tới 5˚C, các cây trồng chủ yếu như bắp cải đã bị hỏng.
Ngành khai mỏ là một ngành quan trọng khác của Benguet, đây là một trong những tỉnh dẫn đầu cả nước về khai thác vàng. Tập đoàn Benguet là một trong những tổ hợp đa ngành nghề lớn nhất Philippines đã tìm thấy các mỏ trong tỉnh. Các loại khoáng sản khác như bạc, đồng, quặng pi-rít và đá vôi.
Sự có mặt của thành phố Baguio tại Benguet đã mang lại một lượng du khách lớn từ các tỉnh vùng thấp. Thong thường, các du khác khi đến Baguio cũng sẽ tham quan Benguet, đặc biệt là các đồn điền trồng dâu tây và các loại rau ôn đới tại La Trinidad.

## Hành chính
Benguet được chia thành 13 đô thị tự trị bao quanh thành phố Baguio. Baguio từng là một phần của tỉnh nhưng đã tách ra từ năm 1909. Tuy nhiên, để thuận tiện cho việc thống kê, Baguio được tính như là một phần của Benguet, đặc biệt trong số liệu điều tra hay khi thành phố quyết định là một phần của các cơ quan tỉnh Benguet vì sự tiện lợi và thực tế.
| - Atok - Bakun - Bokod - Buguias - Itogon - Kabayan - Kapangan | - Kibungan - La Trinidad - Mankayan - Sablan - Tuba - Tublay |